# توماس سميث (لاعب كرة قدم أمريكية)
توماس سميث (بالإنجليزية: Thomas Smith)‏ هو لاعب كرة قدم أمريكية أمريكي، ولد في 5 ديسمبر 1970 في غيتسفيل في الولايات المتحدة.